# تيم غريفين
جون تيموثي جريفين (بالإنجليزية: John Timothy Griffin) محامي وسياسي جمهوري أمريكي ونائب الحاكم الحالي لولاية أركنساس منذ يناير 2015، خدم سابقاً في مجلس النواب الأمريكي كعضو عن المقاطعة الثانية بولاية أركنساس من العام 2011 وحتى العام 2015، كما شغل منصب المدعي الاتحادي للمنطقة الشرقية من الولاية نفسها من ديسمبر 2006 وحتى يونيو 2007. وفي عام 2014 تم انتخابه لمنصب نائب الحاكم في ولاية أركنساس متغلباً بذلك على منافسه الديمقراطي جون بوركهالتر.

## المولد والنشأة
ولد جريفين في مدينة شارلوت في ولاية كارولاينا الشمالية وترعرع في مدينة ماغنوليا بجنوب ولاية أركنساس، حصل على شهادة البكالوريوس من كلية هندريكس في العام 1990، وحصل على شهادة الدكتوراه من كلية القانون بجامعة تولان في العام 1994.